# Cabreiros (Braga)
Cabreiros is een plaats (freguesia) in de Portugese gemeente Braga en telt 1 638 inwoners (2001).